# Walnut Ridge
Walnut Ridge é uma cidade localizada no estado americano de Arkansas, no Condado de Lawrence.

## Demografia
Segundo o censo americano de 2000, a sua população era de 4925 habitantes.
Em 2006, foi estimada uma população de 4666, um decréscimo de 259 (-5.3%).

## Geografia
De acordo com o United States Census Bureau, a localidade tem uma área de 30,0 km², sem área coberta por água. Walnut Ridge localiza-se a aproximadamente 82 m acima do nível do mar.

## Localidades na vizinhança
O diagrama seguinte representa as localidades num raio de 16 km ao redor de Walnut Ridge.